# Félix, Fortunato e Aquileu
Félix, Fortunato e Aquileu (em latim: Felix, Fortunatus et Achilleus) são três santos cristãos que sofreram o martírio na época do imperador romano Caracala. Félix, um padre, e Fortunato e Aquileu, dois diáconos, foram enviados por Ireneu de Lyon a Valence para converter os habitantes locais. Sabe-se que morreram por volta de 212.

## Lendas
Segundo a tradição cristã, acredita-se que, depois da realização de diversos milagres na região, muitos se converteram, o que levou os três à prisão, pois o cristianismo era ilegal no Império Romano nesta época. Conta a lenda que eles foram libertados por anjos, que os orientou a destruírem todos os ídolos nos templos de Valence e os três obedientemente destruíram imagens de Mercúrio, Saturno e uma estátua particularmente valiosa de Júpiter em âmbar. Por isto, foram novamente presos, tiveram suas pernas quebradas e foram torturados na roda. Finalmente foram decapitados.

## Devoção
Relíquias tidas como de Félix, Fortunato e Aquileu são veneradas em Valência.